# خالد الرشيدي
خالد محمد عايض الرشيدي، من مواليد 20 إبريل 1987، لاعب كرة قدم كويتي ولاعب نادي القادسية الكويتي ، وهو أخ اللاعب فهد الرشيدي.

## بداية مسيرته الرياضية
بدأ مسيرته الاحترافية مع نادي التضامن الكويتي في عام 2005، وقد تم إيقافه في موسم 2007/2008 بسبب بعض المشاكل مع إدارة النادي وبسبب عصبيته بعد خسارة الفريق من نادي القادسية الكويتي 5-0 في افتتاح الدوري الكويتي 2007/2008 مع المدافعين ، وفي 27 يوليو 2008 تم تجديد إيقافه من قبل الإدارة بسبب غيابه عن التمارين ،

## إحترافه في سلوفاكيا
وفي يوم 15 أغسطس 2008 وقع للاحتراف في نادي (تاتران بريشوف السلوفاكي) لمدة ثلاثة سنوات قابلة للتجديد ليكون بذلك أول كويتي ينضم إلى نادي أوروبي ، وبلغت قيمة العقد مليون يورو ، وسيدفع النادي السلوفاكي تعويض لنادي التضامن الكويتي تحت بند بدل الرعاية للاعب الذي ينشأ في الأندية قبل احترافه ،

## احتجاج نادي التضامن الكويتي
احتج نادي التضامن الكويتي على انتقال اللاعب، وقال أمين سر المساعد النادي أحمد النمران : أن عملية انتقال اللاعب إلى النادي السلوفاكي غير رسمية لأنها لم تتم عبر القنوات الرسمية، وهي مخالفة للقوانين المحلية والدولية، وقال بأن النادي يوافق على انتقال اللاعب وفق القنوات الرسمية مثلما حدث لفهد الرشيدي عندما انتقل إلى نادي الحزم السعودي ونادي أم صلال القطري ، وقد أرسل الإتحاد السلوفاكي لكرة القدم كتاب يطلب فيه البطاقة الدولية للاعب لكي يتم قيده في كشوفات ناديه الجديد، وقد أرسل الإتحاد الكويتي لكرة القدم ملف اللاعب دون بطاقته الدولية، وقد تضمن الملف رد نادي التضامن على عملية الانتقال ، وقد رفض نادي التضامن إرسال بطاقة اللاعب إلى نادي (تاتران بريشوف) ، مما قد يؤدي إلى إصدار بطاقة للاعب عن طريق الإتحاد الدولي لكرة القدم التي قد تأخذ 72 ساعة لإصدارها، وسيسأل الاتحاد الدولي عن عقد اللاعب مع نادي التضامن، وإذا ما علم الاتحاد الدولي بعدم وجود مثل هذا العقد فإن اللاعب سيسجل في النادي السلوفاكي ، وقال رئيس نادي التضامن سعد البغيلي : بأن نادي التضامن سيطلب من الاتحاد الكويتي لكرة القدم بأن يقوم بطلب نسخة من عقد اللاعب من الاتحاد السلوفاكي لكرة القدم لكي تكون مستند ضد ناديه وضد الرشيدي، وقال أيضا بأن خالد الرشيدي قد خالف قوانين محلية وقوانين دولية، حيث أن اللاعب موقوف في ناديه، مشيرا إلى أن نادي التضامن لا يقف حجر عثر في طريق انتقال أي لاعب من لاعبينه مثل فهد الرشيدي الذي انتقل إلى نادي أم صلال القطري ونادي الحزم السعودي ،

## تدخل الاتحاد الكويتي لكرة القدم
في يوم 2 أكتوبر 2008 أعلن الإتحاد الدولي لكرة القدم بأن خالد الرشيدي سيسجل في نادي (تاتران بريشوف) السلوفاكي، وبذلك يكون أول لاعب كويتي يحترف في أوروبا، وقد اعتمد الاتحاد الدولي قراره هذا لأن اللاعب غير مسجل كمحترف في أي نادي في العالم ، وفي يوم 1 نوفمبر 2008 قال حربي عدهان عضو مجلس إدارة نادي التضامن بأنه تحدث معه وقد اتفق معه لكي يعود إلى الكويت في 11 نوفمبر واحتمال عودته إلى نادي التضامن كبير.

## انتقاله الي نادي القادسية الكويتي
في بداية عام 2018 ضمّ نادي القادسية الكويتي حارس مرمى السالمية السابق والمنتخب في كرة القدم خالد الرشيدي بعقد انتقال حر لمدة موسمين ونصف الموسم، في صفقة تكفل بها رئيس النادي السابق فواز الحساوي ، وبات القادسية المحطة السادسة للرشيدي في مشواره، بعد التضامن وتاتران بريسوف السلوفاكي، والعربي، ونوتنغهام فوريست الإنكليزي، والسالمية.

## مسيرته مع المنتخب
اختير للعب مع منتخب الكويت الأولمبي لكرة القدم عام 2006 وحتى يونيو 2015 حينما أعلن اعتزاله اللعب الدولي، وقد اختير ضمن منتخب الكويت لكرة القدم في كأس الخليج 2007، وكأس آسيا 2011.

## روابط خارجية
- خالد الرشيدي على موقع قاعدة بيانات كرة القدم.إي يو (الإنجليزية)
- خالد الرشيدي على موقع ناشيونال فوتبول تيمز (الإنجليزية)
- خالد الرشيدي على موقع Soccerway.com (الإنجليزية)